# Relativna molekulska masa
Relativna molekulska masa (Mr) je omjer prosječne mase formulske jedinke ili molekule (mf) neke tvari i 1/12 mase atoma nuklida 12C, odnosno atomske jedinice mase (u):
{\displaystyle \qquad M_{r}(X)={\frac {m_{f}}{u}}}
Relativna molekulska masa jednaka je zbroju relativnih atomskih masa atoma koje čine formulsku jedinku ili molekulu: 
{\displaystyle \qquad M_{r}(X_{m}Y_{n})=mA_{r}(X)+nA_{r}(Y)}
Dobivena vrijednost je bez jedinice i govori koliko puta je masa molekule ili formulske jedinke veća od atomske jedinice mase (u).
Relativna molekulska masa je važan podatak za svaki spoj i nalazi se obvezno na naljepnici posude u kojoj se spoj isporučuje.
Relativna molekulska masa sulfatne kiseline, Mr (H2SO4) računa se ovako:
| {\displaystyle M_{r}(H_{2}SO_{4})} | {\displaystyle =2A_{r}(H)+A_{r}(S)+4A_{r}(O)}       |
|                                    | {\displaystyle =2\cdot 1,0079+32,066+4\cdot 15,999} |
|                                    | {\displaystyle =2,0158+32,066+63,996}               |
|                                    | {\displaystyle =98,078}                             |

Relativna molekulska masa vode (H2O) se računa ovako:
| {\displaystyle M_{r}(H_{2}O)} | {\displaystyle =2A_{r}(H)+A_{r}(O)}                   |
|                               | {\displaystyle =}{\displaystyle 2\cdot 1,0079+15,999} |
|                               | {\displaystyle =2,0158+15,999}                        |
|                               | {\displaystyle =18,0148}                              |

## Vanjske poveznice
- Relativna molekulska masa periodni.com.hr (uz dopuštenje autora teksta)